# 六幸商会
株式会社六幸商会（ろっこうしょうかい）とは、東京都港区麻布永坂町にある企業、ブリヂストンを創業した石橋家および親戚筋の政治家である鳩山家の資産管理会社である。

## 概要
1980年、ブリヂストンの創業者石橋正二郎の資産を管理するために設立された会社であり、社名は石橋と5人の子供たち計6家族が幸せになるようにと名付けられた。
5人の子供たちとは、石橋の長男幹一郎（元ブリヂストン社長・会長）、長女安子（鳩山威一郎の妻、鳩山由紀夫・邦夫兄弟の母）、次女典子（成毛収一の妻、成毛滋の母）、三女啓子（元三井液化ガス相談役郷裕弘の妻、チーム郷監督郷和道の母、宮澤エマの伯父・宮澤裕夫の義母）、四女多摩子（元ブリヂストンサイクル社長石井公一郎の妻で、義父は石井光次郎）である。
東京都港区麻布永坂町1にある4階建てのビル「永坂ビル」の2階に入っており、同ビル内にはブリヂストン本社ビルなどを所有する不動産管理会社「永坂産業」も入っている。この地はもともと石橋家があった場所で、現在も周囲にブリヂストン社宅、ブリヂストン美術館永坂分室がある。